# Ostra Vetere
Ostra Vetere é uma comuna italiana da região dos Marche, província de Ancona, com cerca de 3 535 habitantes. Estende-se por uma área de 29 km², tendo uma densidade populacional de 122 hab/km². Faz fronteira com Barbara, Castelleone di Suasa, Corinaldo, Montecarotto, Ostra, Serra de' Conti.

## Demografia
| Variação demográfica do município entre 1861 e 2011                               |
|                                                                                   |
| Fonte: Istituto Nazionale di Statistica (ISTAT) - Elaboração gráfica da Wikipedia |